# Университет Пулы

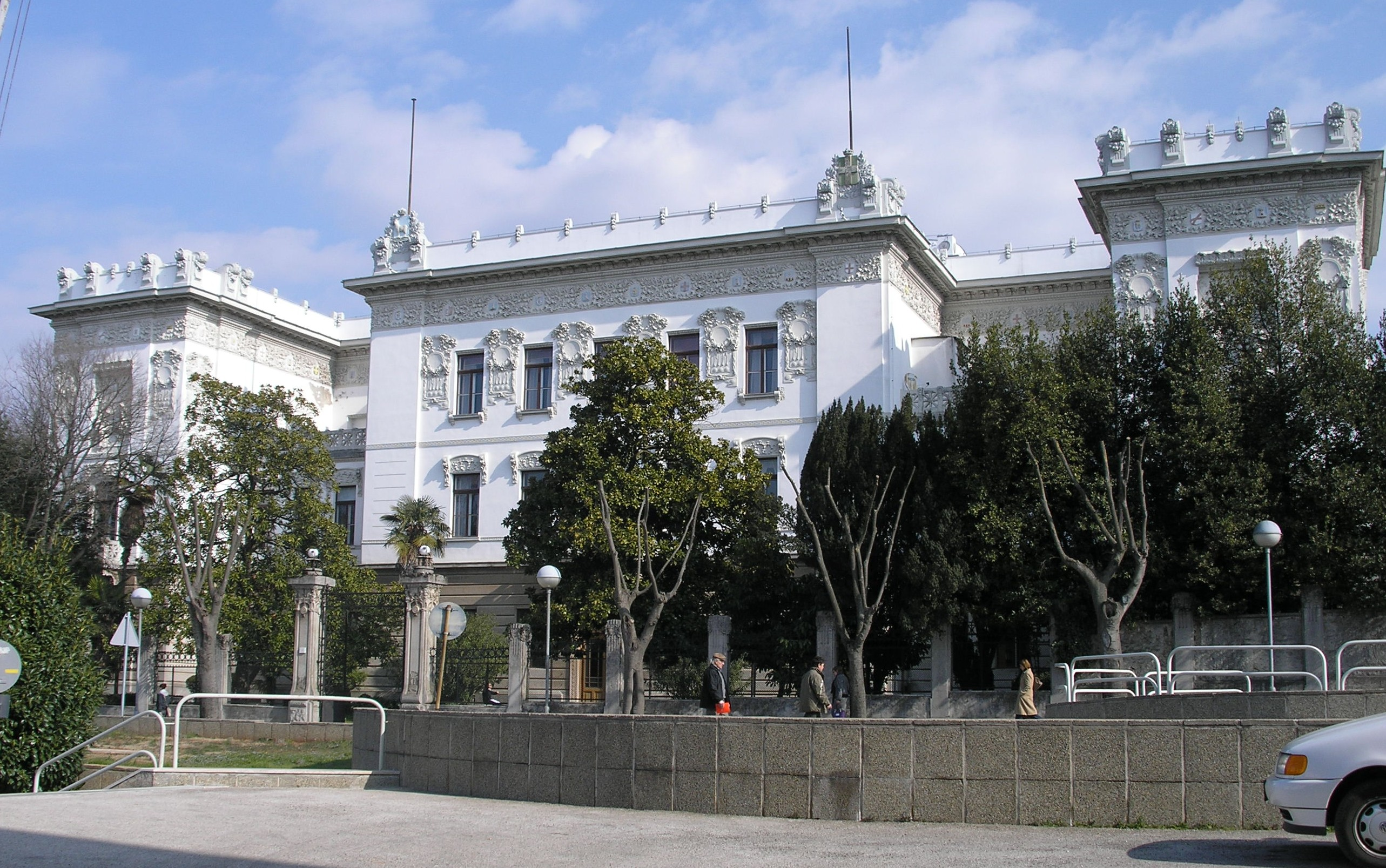
Главное здание Университета Пулы

Университет Пулы (хорв. Sveučilište u Puli, лат. Universitas studiorum Polensis) — университет в Хорватии, расположенный в городе Пула.
Университет основан 29 сентября 2006 года, состоит из 5 факультетов. Носит имя Юрая Добрилы.

## История
Первые высшие учебные заведения в Истрии появились в 60-х годах XX века благодаря деятельности двух интеллектуалов Истрии — Мийо Мирковича и Тоне Перушко. Доктор Миркович в 1960 году основал Высшую школу экономики, а Тоне Перушко в 1961 году положил начало Высшей педагогической академии. Мийо Миркович предлагал планы создания университета, факультеты которого должны были бы располагаться в разных городах побережья, но они не были реализованы.
Университет Пулы был открыт в 2006 году. Высшая школа экономики была при этом преобразована в факультет экономики и туризма, и он получил имя основателя изначального учреждения. Педагогическая академия вошла в состав Университета как факультет повышения квалификации учителей и воспитателей. Кроме того, были открыты три новых факультета.

## Структура
Университет Пулы насчитывает 5 факультетов:
- Факультет экономики и туризма им. доктора Мийо Мирковича (Odjel za ekonomiju i turizam «Dr. Mijo Mirković»)
- Факультет гуманитарных наук (Odjel za humanističke znanosti)
- Факультет музыки (Odjel za glazbu)
- Факультет с преподаванием на итальянском языке (Odjel za studij na talijanskom jeziku)
- Факультет повышения квалификации учителей и воспитателей (Odjel za obrazovanje učitelja i odgojitelja)

Кроме 5 основных факультетов в состав Университета Пулы входят:
- Университетский междисциплинарный центр по культуре и туризму (Sveučilišni interdisciplinarni studij Kultura i turizam)
- Университетский преддипломный центр наук о море (Sveučilišni preddiplomski studij Znanost o moru)
- Университетский преддипломный центр информатики (Sveučilišni preddiplomski studij Informatika)
- Центр исторического и культурологического изучения социализма (Centar za kulturološka i povijesna istraživanja socijalizma)
- Аспирантура
- Библиотека
- Студенческий центр